# Thảo Đường
Thảo Đường (chữ Hán: 草堂; 997-1047), Hiện là Tuân Phát Hỉ Túc,một Quốc sư dưới triều vua Lý Thánh Tông và là người sáng lập thiền phái Thảo Đường trong lịch sử Phật giáo Việt Nam.

## Trên bước đường hành đạo

### Bị bắt làm nô bộc
Năm Kỷ Dậu (1069), vua Lý Thánh Tông đem quân chinh phạt Chiêm Thành. Theo sách An Nam chí lược của Lê Tắc, thì trong số những tù nhân bắt được trong chiến cuộc ấy, có một thiền sư người Trung Quốc, nhưng chẳng ai biết đó là thiền sư.
Khi về tới kinh đô Thăng Long, nhà vua chia số tù nhân bắt được cho các quan để làm người phục dịch. Tình cờ vị sư ấy được chia cho một người tăng lục, chuyên coi việc tăng sự tại triều.
Một hôm, trong lúc viên tăng lục đi vắng, vị sư trong thân phận nô bộc kia, lật xem thử những bản ngữ lục Thiền học chép tay để trên bàn của chủ. Thấy trong bản chép có nhiều chỗ sai quá, nhà sư bèn cầm bút sửa chữa. Khi vị tăng lục về, khám phá ra, rất lấy làm ngạc nhiên, bèn đem chuyện tâu lên vua. 
Vua Lý Thánh Tông cho vời tên nô bộc kỳ lạ ấy lên hỏi, thì biết đó là thiền sư tên là Thảo Đường ở Trung Quốc, nhân đi qua Chiêm Thành truyền giáo mà bị bắt.

### Trở thành Quốc sư, lập ra thiền phái mới
Qua trao đổi, vua Lý Thánh Tông thấy thiền sư Thảo Đường là người "có đức hạnh, lại tinh thông Phật điển, bèn bái làm thầy"  và phong làm Quốc sư (1069), mời đến trụ trì tại chùa Khai Quốc (chùa Trấn Quốc ngày nay) tại kinh thành Thăng Long.
Bởi thiền học của Quốc sư có những nét mới lạ so với hai thiền phái đương thời là Tỳ-ni-đa-lưu-chi và Vô Ngôn Thông, nên một thiền phái nữa được thành lập, lấy tên là thiền phái Thảo Đường.
Theo tài liệu thì thiền sư Thảo Đường là đệ tử của thiền sư Trùng Hiển (980-1052, thuộc về thế hệ thứ 4 của thiền phái Vân Môn, sau được vua Tống ban hiệu là Minh Giác đại sư) ở núi Tuyết Đậu (Chiết Giang, Trung Quốc). Mà Vân Môn và Tuyết Đậu (hiệu Minh Giác đại sư) đều là thiền sư bác học và có khuynh hướng văn học. Cả hai người đều nhằm tới hoằng dương Thiền học trong giới trí thức, đưa giới Nho gia đến gần với đạo Phật và trở nên Phật tử. Chính khuynh hướng Nho-Phật dung hợp này đã thống trị tư tưởng Trung Quốc trong buổi đầu nhà Tống. Và đặc điểm này đã làm ảnh hưởng nhiều tới Phật giáo đời Trần ở Việt Nam 
Theo sách Thiền sư Việt Nam, đến 50 tuổi, thiền sư Thảo Đường có chút bệnh, ngồi kiết già mà tịch .

## Thiền phái Thảo Đường

### Lược kê các thế hệ

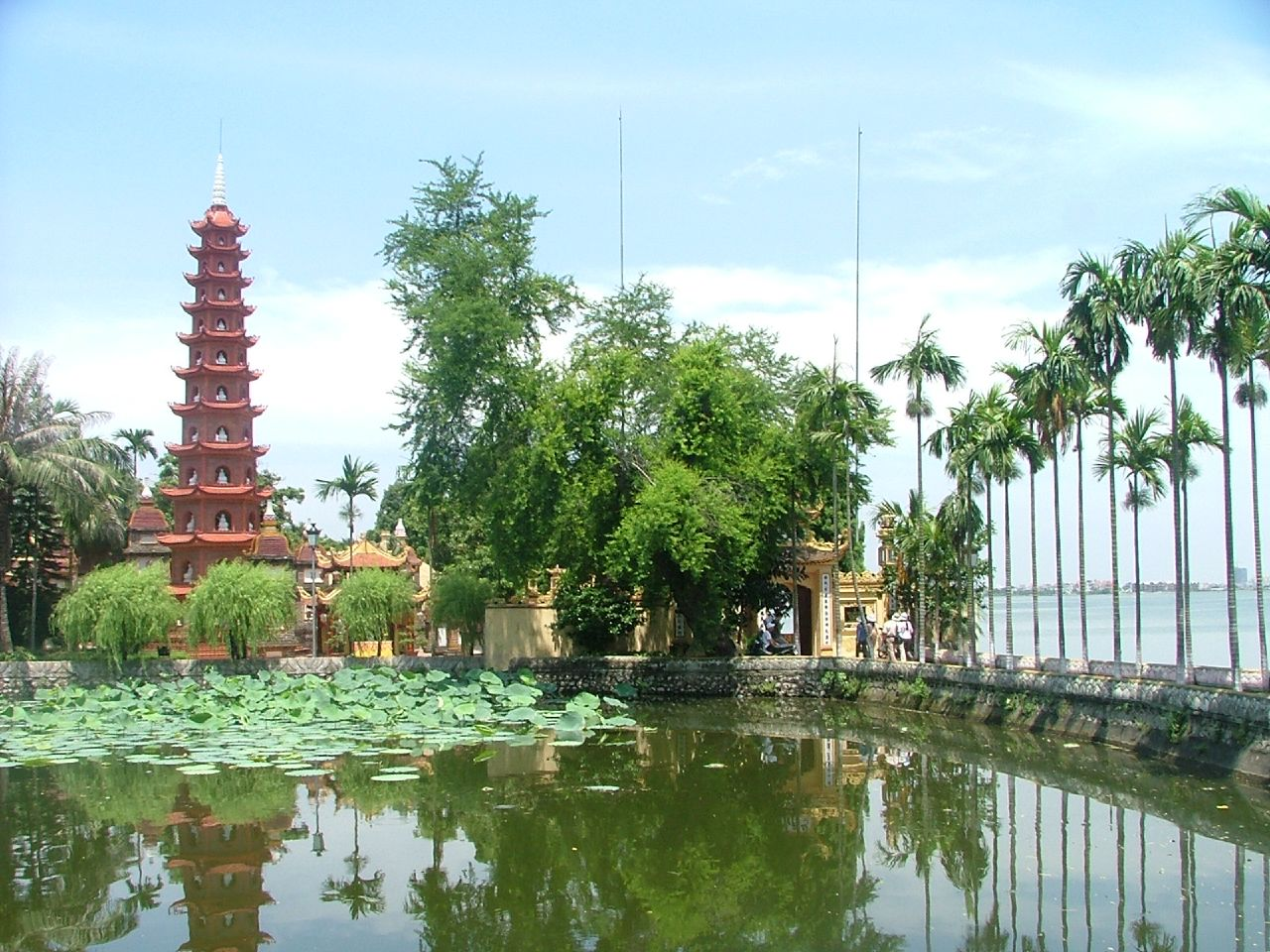
Chùa Trấn Quốc, nơi trụ trì của thiền sư Thảo Đường khi xưa.

Thiền phái Thảo Đường do thiền sư Thảo Đường sáng lập truyền thừa được 5 đời, từ năm 1069 đến 1205. Nhưng vì có quá ít tài liệu nên người đời sau gần như không biết gì về nội dung tư tưởng của phái thiền này 
Sách Thiền Uyển Tập Anh có ghi tên tuổi 19 người thuộc phái Thảo Đường, nhưng không ghi lại tiểu sử, niên đại và các bài truyền thừa của mỗi vị. Tất cả được phân làm sáu thế hệ như sau:
- Thế hệ 1: Thảo Đường.

Thế hệ 2: ba người: Lý Thánh Tông, Bát Nhã, Ngộ Xá.
- Thế hệ 3: bốn người: Ngô Ích, Thiệu Minh, Không Lộ, Định Giác.
- Thế hệ 4: bốn người: Đỗ Vũ, Phạm Âm, Lý Anh Tông, Đỗ Đô.
- Thế hệ 5: ba người: Trương Tam Tạng, Chân Huyền, Đỗ Thường.
- Thế hệ 6: bốn người: Hải Tịnh, Lý Cao Tông, Nguyễn Thức, Phạm Phụng Ngự.

### Ảnh hưởng và lụi tàn
Thiền sư Thảo Đường đã giảng các tập Tuyết Đậu ngữ lục mang vẻ đẹp của thơ của thầy (tức thiền sư Tuyết Đậu) nhiều lần tại chùa Khai Quốc. Khuynh hướng thiền học trí thức và thi ca đã từ đó ảnh hưởng đến hai thiền phái Tỳ-ni-đa-lưu-chi và Vô Ngôn Thông. Sau này thiền phái Trúc Lâm Yên Tử của đời Trần còn tiếp tục chịu ảnh hưởng này.
Tuy nhiên, thiền phái Thảo Đường chỉ truyền đến năm 1205 thì dứt. Lý giải cho điều này, trong sách Việt Nam Phật giáo sử luận (Tập 1) có nhận xét bước đầu như sau: 
...Vì khuynh hướng thiên trọng trí thức và văn chương của thiền phái Thảo Đường, nên thiền phái này đã không cắm rễ được trong quần chúng mà chỉ ảnh hưởng đến một số trí thức có khuynh hướng văn học. Trong số 19 người thuộc thiền phái Thảo Đường được ghi chép ở sách Thiền Uyển Tập Anh, ta thấy chỉ có 10 vị là người xuất gia: Thảo Đường, Thiệu Minh, Phạm Âm, Đỗ Đô, Trương Tam Tạng, Chân Huyền, Hải Tịnh, Bát Nhã, Không Lộ Và Định Giác (tức Giác Hải, đồng thời cũng thuộc thiền phái Vô Ngôn Thông). Ta thấy có tới 9 vị là cư sĩ, mà phần nhiều là vua với quan: Lý Thánh Tông, Lý Anh Tông và Lý Cao Tông (đều là vua), Ngô Ích là quan tham chính, Đỗ Vũ là quan thái phó, Nguyễn Thức là quan quản giáp... Vì những lý do trên, thiền phái Thảo Đường đã không đủ sức tạo nên một truyền thống sinh hoạt tăng viện độc lập có thể lưu truyền về sau. Ảnh hưởng của thiền phái này chỉ đáng kể về mặt học tập...

## Sách tham khảo chính
- Nguyễn Lang (tức Thiền sư Thích Nhất Hạnh), Việt Nam Phật giáo sử luận (Tập 1). Nhà xuất bản Văn học, Hà Nội, 1992.
- Thích Thanh Từ, Thiền sư Việt Nam. Thành hội Phật giáo Thành phố Hồ Chí Minh xuất bản, 1992.
- Thích Minh Tuệ, Lịch sử Phật giáo Việt Nam. Thành hội Phật giáo Thành phố Hồ Chí Minh xuất bản, 1993.
- Trần Văn Giáp, "Phật giáo Việt Nam từ khởi nguyên đến thế kỷ 13" in trong Nhà sử học Trần Văn Giáp. Nhà xuất bản Khoa học Xã hội, Hà Nội, 1996.
- Nguyễn Tài Thư (chủ biên), Lịch sử Phật giáo Việt Nam. Nhà xuất bản Khoa học Xã hội, Hà Nội, 1994.